# 최호철
최호철(1965년~ )은 대한민국의 만화가이다. 청강문화산업대학교 교수를 역임하고 현재 서울웹툰아카데미에서 재직 중이다.

## 학력
- 홍익대학교 미술대학교 회화 학사

## 작품 목록
- <을지로순환선>(1995)
- <식모촌 여배우 실종사건>(1996) 이매진(잡지)

## 수상
- 부천국제만화대상 대상 (2009년)

## 가족
- 아내 : 유승하 (1967년~ ) - 만화가, 일러스트레이터